# 维亚切斯拉夫·马卡罗夫
维亚切斯拉夫·谢拉菲莫维奇·马卡罗夫（羅馬化：Vyacheslav Serafimovich Makarov；1955年5月7日—）是俄罗斯政治人物，第八届国家杜马代表。1984年，马卡罗夫被授予历史学理学副博士学位。
2003年9月，马卡罗夫当选圣彼得堡立法议会代表。2005年，他当选为统一俄罗斯党圣彼得堡地区支部政治委员会副书记。2007年和2016年，马卡罗夫连续当选圣彼得堡立法会议第四届和第六届议员。2021年9月起，他担任第八届国家杜马代表。
马卡罗夫于2022年因俄乌战争而受到美国财政部制裁。